# 18. Armee (Wehrmacht)
Die 18. Armee / Armeeoberkommando 18 (AOK 18) war eine Kommandobehörde des Heeres der Wehrmacht während des Zweiten Weltkrieges. Sie war Oberkommando jeweils wechselnder Armeekorps sowie zahlreicher Spezialtruppen.

## Geschichte
Die 18. Armee wurde am 4. November 1939 im Wehrkreis VI aufgestellt.
Sie stieß während des Westfeldzugs (Mai 1940) durch die Niederlande und Belgien nach Nordfrankreich vor, wurde ab Juli 1940 nach Ostpreußen verlegt und nahm ab 22. Juni 1941 am Russlandfeldzug teil, wo sie zusammen mit der 16. Armee den Kern der Heeresgruppe Nord bildete.
Im September 1941 eröffnete sie zusammen mit der Panzergruppe 4 den Angriff auf Leningrad. Nach geringem Geländegewinn wurde die Leningrader Blockade begonnen, während der bis zum Januar 1944 etwa eine Million Zivilisten verhungerten. Östlich davon spielten sich 1942–1944 die Hauptkämpfe an der Wolchow-Front ab.
In der Operation Iskra (Januar 1943) wurde durch die Sowjets an der Südküste des Ladoga-See ein 8 bis 11 Kilometer breiter Korridor freigekämpft, über den die direkte Landverbindung die Versorgung von Leningrad wieder gewährleistet werden konnte. Am 18. Januar wurde die Stadt Schlüsselburg von der Roten Armee zurückerobert und am 22. Januar 1943 begann die sowjetische Seite mit der Wiederherstellung der Bahnlinie nach Leningrad.
Im Januar 1944 wurde die Belagerung von Leningrad während der Leningrad-Nowgoroder Operation durch eine neue sowjetische Großoffensive aufgehoben. Am 12. Januar griff im Süden die 2. Baltische Front gegen die 16. Armee auf Nowosokolniki an, zwei Tage später begann die Offensive der über See herangeführten 2. Stoßarmee aus dem Brückenkopf von Oranienbaum. Am 15. Januar trat auch die 42. und 67. Armee der Leningrader Front an. Am 17. Januar wurde die erste deutsche Verteidigungslinie durchbrochen und am 19. Januar Nowgorod durch die sowjetische 59. Armee befreit. Der Durchbruch der 2. Stoßarmee aus dem Kessel von Oranienbaum in Richtung auf Krasnoje Selo bedrohte die rückwärtigen Verbindungen der 18. Armee. Ende Januar bis Mitte Februar musste sich die 18. Armee über den Luga- und Pljussa-Abschnitt auf die Landenge bei Narwa sowie südlich des Peipussee auf die Linie Pskow – Ostrow zurückziehen.
Die 18. Armee, welche sich im Frühjahr 1944 zeitweilig noch an der Landenge von Narwa halten konnte, wurde bis Herbst 1944 schrittweise auf Kurland zurückgedrängt, wo sie im Rahmen der Heeresgruppe Kurland am 8. Mai 1945 kapitulierte.

## Oberbefehlshaber
|                   |                   |                        |                        |
| von               | bis               | Dienstgrad             | Name                   |
| 5. November 1939  | 16. Januar 1942   | Generaloberst          | Georg von Küchler      |
| 16. Januar 1942   | 29. März 1944     | Generaloberst          | Georg Lindemann        |
| 29. März 1944     | 2. September 1944 | General der Artillerie | Herbert Loch           |
| 5. September 1944 | 8. Mai 1945       | General der Infanterie | Ehrenfried Oskar Boege |

## Unterstellung
|                |                |                      |             |
| von            | bis            | Heeresgruppe         | Einsatzraum |
| Dezember 1939  | Juni 1940      | Heeresgruppe B       | Westfront   |
| Juni 1940      | September 1940 | OKH                  | Westfront   |
| September 1940 | Mai 1941       | Heeresgruppe B       | Westfront   |
| Mai 1941       | Juni 1941      | Heeresgruppe C       | Ostpreußen  |
| Juni 1941      | Januar 1945    | Heeresgruppe Nord    | Ostfront    |
| Januar 1945    | Mai 1945       | Heeresgruppe Kurland | Kurland     |

## Grund- und Gefechtsgliederung
|                   |                            |                                                         |  |
| Datum             | Korps                      | Division/Verband                                        |  |
|                   | Armee-Einheiten            | Armee-Nachrichten-Regiment 520                          |  |
|                   |                            | Kommandeur der Armee-Nachschubtruppen 516               |  |
|                   |                            | Höherer Artilleriekommandeur 303                        |  |
| 10. Mai 1940      | XXVI. Armee-Korps          | 254. Infanterie-Division                                |  |
|                   |                            | 256. Infanterie-Division                                |  |
|                   | X. Armee-Korps             | Leibstandarte SS Adolf Hitler                           |  |
|                   |                            | 1. Kavallerie-Division                                  |  |
|                   |                            | 207. Infanterie-Division                                |  |
|                   |                            | 227. Infanterie-Division                                |  |
|                   | direkt unterstellt         | SS-Verfügungsdivision                                   |  |
|                   |                            | 9. Panzer-Division                                      |  |
|                   |                            | 208. Infanterie-Division                                |  |
|                   |                            | 225. Infanterie-Division                                |  |
| Juli 1941         | direkt unterstellt         | 291. Infanterie-Division                                |  |
|                   |                            | 269. Infanterie-Division                                |  |
|                   | XXXVIII. Armee-Korps       | 58. Infanterie-Division                                 |  |
|                   |                            | 254. Infanterie-Division                                |  |
|                   | XXVI. Armee-Korps          | 61. Infanterie-Division                                 |  |
|                   |                            | 217. Infanterie-Division                                |  |
|                   | I. Armee-Korps             | 11. Infanterie-Division                                 |  |
|                   |                            | 1. Infanterie-Division                                  |  |
|                   |                            | 21. Infanterie-Division                                 |  |
| 3. September 1941 | direkt unterstellt         | 254. Infanterie-Division                                |  |
|                   | XXXVIII. Armee-Korps       | 58. Infanterie-Division                                 |  |
|                   |                            | 1. Infanterie-Division                                  |  |
|                   | XXVI. Armee-Korps          | 291. Infanterie-Division                                |  |
|                   |                            | 93. Infanterie-Division                                 |  |
|                   | XXXXII. Armee-Korps        | 61. Infanterie-Division                                 |  |
|                   |                            | 217. Infanterie-Division                                |  |
|                   |                            | Gruppe Friedrich                                        |  |
| 15. Juli 1944     | XXVIII. Armee-Korps        | Feld-Division 12 (L)                                    |  |
|                   |                            | Kampfgruppe Höfer                                       |  |
|                   |                            | 21. Infanterie-Division                                 |  |
|                   |                            | 30. Infanterie-Division                                 |  |
|                   | XXXVIII. Armee-Korps       | 121. Infanterie-Division                                |  |
|                   |                            | 32. Infanterie-Division                                 |  |
|                   |                            | 83. Infanterie-Division                                 |  |
|                   |                            | Feld-Division 21 (L)                                    |  |
|                   | L. Armee-Korps             | 15. Waffen-Grenadier-Division der SS (lettische Nr. 1)  |  |
|                   |                            | 19. Waffen-Grenadier-Division der SS (lettische Nr. 2)  |  |
|                   |                            | 93. Infanterie-Division                                 |  |
|                   |                            | 126. Infanterie-Division                                |  |
|                   |                            | 218. Infanterie-Division                                |  |
|                   |                            | Kampfgruppe Streckenbach                                |  |
|                   | direkt unterstellt         | VI. SS-Korps (Stab)                                     |  |
|                   |                            | 207. Sicherungs-Division                                |  |
|                   |                            | 300. Division z. b. V. (Estnische Grenztruppen)         |  |
| Oktober 1944      | I. Armee-Korps             | 11. Infanterie-Division                                 |  |
|                   |                            | 126. Infanterie-Division                                |  |
|                   | X. Armee-Korps             | 14. Panzer-Division                                     |  |
|                   |                            | 30. Infanterie-Division                                 |  |
|                   | XXXIX. Panzer-Korps        | 4. Panzer-Division                                      |  |
|                   |                            | 12. Panzer-Division                                     |  |
|                   |                            | 61. Infanterie-Division                                 |  |
|                   |                            | 225. Infanterie-Division                                |  |
|                   | Armee-Abteilung Grasser    | Feld-Division 21 (L)                                    |  |
|                   |                            | 32. Infanterie-Division                                 |  |
|                   |                            | 81. Infanterie-Division                                 |  |
|                   |                            | 121. Infanterie-Division                                |  |
|                   |                            | 122. Infanterie-Division                                |  |
|                   |                            | 201. Sicherungs-Division                                |  |
|                   |                            | 329. Infanterie-Division                                |  |
| Dezember 1944     | I. Armee-Korps             | 30. Infanterie-Division                                 |  |
|                   |                            | 87. Infanterie-Division                                 |  |
|                   |                            | 126. Infanterie-Division                                |  |
|                   | II. Armee-Korps            | 4. Panzer-Division                                      |  |
|                   |                            | 14. Panzer-Division                                     |  |
|                   |                            | 31. Infanterie-Division                                 |  |
|                   |                            | 32. Infanterie-Division                                 |  |
|                   | X. Armee-Korps             | 11. Infanterie-Division                                 |  |
|                   |                            | 121. Infanterie-Division                                |  |
|                   |                            | 263. Infanterie-Division                                |  |
|                   | III. SS-Panzer-Korps       | 11. SS-Freiwilligen-Panzergrenadier-Division „Nordland“ |  |
|                   |                            | 4. SS-Freiwilligen-Panzergrenadier-Brigade „Nederland“  |  |
|                   | Korpsgruppe Thomaschki     | 83. Infanterie-Division                                 |  |
|                   |                            | 132. Infanterie-Division                                |  |
|                   |                            | 225. Infanterie-Division                                |  |
|                   |                            | 563. Volksgrenadier-Division                            |  |
|                   | Direkt unterstellt:        | 52. Infanterie-Division                                 |  |
|                   |                            | 300. Infanterie-Division                                |  |
| März 1945         | I. Armee-Korps             | 132. Infanterie-Division                                |  |
|                   |                            | 218. Infanterie-Division                                |  |
|                   | II. Armee-Korps            | 263. Infanterie-Division                                |  |
|                   |                            | 290. Infanterie-Division                                |  |
|                   |                            | 563. Volksgrenadier-Division                            |  |
|                   | X. Armee-Korps             | Feld-Division 21 (L)                                    |  |
|                   |                            | 30. Infanterie-Division                                 |  |
|                   |                            | 87. Infanterie-Division                                 |  |
|                   |                            | 126. Infanterie-Division                                |  |
|                   | L. Armee-Korps             | 11. Infanterie-Division                                 |  |
|                   |                            | 205. Infanterie-Division                                |  |
|                   |                            | 225. Infanterie-Division                                |  |
|                   | Direkt unterstellt:        | Festungskommandantur Libau                              |  |
|                   |                            | Festungs-Stab 52                                        |  |
|                   |                            | 12. Panzer-Division                                     |  |
|                   |                            | 14. Panzer-Division                                     |  |
|                   |                            | Kampfgruppe 121. Infanterie-Division                    |  |
| 12. April 1945    | I. Armee-Korps             | 225. Infanterie-Division                                |  |
|                   |                            | 300. Infanterie-Division                                |  |
|                   | II. Armee-Korps            | 87. Infanterie-Division                                 |  |
|                   |                            | 126. Infanterie-Division                                |  |
|                   |                            | 263. Infanterie-Division                                |  |
|                   |                            | 563. Volksgrenadier-Division                            |  |
|                   | X. Armee-Korps             | 30. Infanterie-Division                                 |  |
|                   |                            | 121. Infanterie-Division                                |  |
|                   |                            | Kampfgruppe Gise                                        |  |
|                   | L. Armee-Korps             | 11. Infanterie-Division                                 |  |
|                   |                            | 290. Infanterie-Division                                |  |
|                   | direkt unterstellt:        | 52. Sicherungs-Division                                 |  |
|                   |                            | 14. Panzer-Division                                     |  |
| 8. Mai 1945       | I. Armee-Korps             | 87. Infanterie-Division                                 |  |
|                   |                            | 225. Infanterie-Division                                |  |
|                   | II. Armee-Korps            | 263. Infanterie-Division                                |  |
|                   |                            | 563. Volksgrenadier-Division                            |  |
|                   | X. Armee-Korps             | 30. Infanterie-Division                                 |  |
|                   |                            | 126. Infanterie-Division                                |  |
|                   |                            | 132. Infanterie-Division                                |  |
|                   |                            | Kampfgruppe Gise                                        |  |
|                   | Direkt unterstellt:        | 12. Panzer-Division                                     |  |
|                   | In Libau bei der Verladung | 11. Infanterie-Division                                 |  |
|                   |                            | 14. Panzer-Division                                     |  |

## Gliederung am 22. Juni 1941
- Oberbefehlshaber: Generaloberst Georg von Küchler
- Chef des Generalstabes: Oberst i. G. Wilhelm Hasse
- 1. Generalstabsoffizier: Oberstleutnant i. G. Mauritz Freiherr von Strachwitz

### I. Armeekorps
- Kommandierender General: General der Infanterie Kuno-Hans von Both
- Chef des Generalstabes: Oberst i. G. Otto von Kries
- 1. Generalstabsoffizier: Major i. G. Helmut Weber

| Einheit                                     | Ausrüstung |
| ------------------------------------------- | --- |
| 1. Infanterie-Division                      | 324 Schützen-Gruppen (mit MG), 73 Kradschützen-Gruppen (ohne MG), 12 Radfahr-Gruppen (ohne MG), 24 Kavallerie-Gruppen (ohne MG), 36 Pionier-Gruppen (mit MG), 9 leichte Pionier-Gruppen (ohne MG), 84 5cm Granatwerfer, 54 8,1cm Granatwerfer, 112 schwere MGs (Dreibein), 81 separate leichte MGs (Zweibein), 90 Panzerbüchsen, 1.200 Pferdegespanne, 487 LKWs, 234 PKWs, 12 leichte Halbkettenfahrzeuge, 2 mittlere Halbkettenfahrzeuge, 2 Sd.Kfz. 221, 20 7,5cm Infanteriegeschütze, 6 15cm Infanteriegeschütze, 66 3,7cm Panzerabwehrkanonen, 6 5cm Panzerabwehrkanonen, 36 10,5cm Haubitzen, 9 15cm Haubitzen |
| 11. Infanterie-Division                     | Identisch mit der 1. Infanterie-Division |
| 21. Infanterie-Division                     | 324 Schützen-Gruppen (mit MG), 76 Kradschützen-Gruppen (ohne MG), 24 Radfahr-Gruppen (ohne MG), 9 Kavallerie-Gruppen (ohne MG), 36 Pionier-Gruppen (mit MG), 9 leichte Pionier-Gruppen (ohne MG), 87 5cm Granatwerfer, 54 8,1cm Granatwerfer, 112 schwere MGs (Dreibein), 81 separate leichte MGs (Zweibein), 90 Panzerbüchsen, 1.195 Pferdegespanne, 506 LKWs, 231 PKWs, 12 leichte Halbkettenfahrzeuge, 2 mittlere Halbkettenfahrzeuge, 20 7,5cm Infanteriegeschütze, 6 15cm Infanteriegeschütze, 66 3,7cm Panzerabwehrkanonen, 6 5cm Panzerabwehrkanonen, 36 10,5cm Haubitzen, 9 15cm Haubitzen                 |
| Stab, Artillerie-Kommandeur 123 (mot.)      | 2 leichte Schützen-Gruppen (ohne MG), 1 Kradschützen-Gruppe (ohne MG), 3 LKWs, 6 PKWs |
| Beobachtungs-Abteilung 4 (mot.)             | 7 leichte Schützen-Gruppen (ohne MG), 4 Kradschützen-Gruppen (ohne MG), 59 LKWs, 69 PKWs |
| Beobachtungs-Abteilung 26 (mot.)            | Identisch mit Beobachtungs-Abteilung 4 (mot.) |
| Stab, Artillerie-Regiment 110 (mot.) z.b.V. | 3 leichte Schützen-Gruppen (ohne MG), 5 LKWs, 14 PKWs |
| Stab, Artillerie-Regiment 609 (mot.) z.b.V. | Identisch mit Stab, Artillerie-Regiment 110 (mot.) z.b.V. |

## Gefechtskalender
|                    |                    |                                                                                       |  |
| von                | bis                | Auftrag                                                                               |  |
| 5. November 1939   | 9. Mai 1940        | Sicherung der Westgrenze                                                              |  |
| 10. Mai 1940       | 14. Mai 1940       | Angriff auf Holland: Angriff auf IJssel und Grebbe                                    |  |
| 10. Mai 1940       | 14. Mai 1940       | Überwinden von Maas und Peel und Durchbruch zur Küste                                 |  |
| 10. Mai 1940       | 15. Mai 1940       | Angriff auf die Südgrenze Hollands                                                    |  |
| 15. Mai 1940       | 30. Mai 1940       | Sicherung Nordhollands                                                                |  |
| 16. Mai 1940       | 18. Mai 1940       | Walcheren                                                                             |  |
| 15. Mai 1940       | 20. Mai 1940       | Angriff auf die Festung Antwerpen und Überwindung der Schelde                         |  |
| 21. Mai 1940       | 27. Mai 1940       | Angriff in Flandern und Durchbruch auf Gent                                           |  |
| 28. Mai 1940       | 4. Juni 1940       | Angriff über den Neuzen-Gent-Kanal und die Lys                                        |  |
| 28. Mai 1940       | 6. Juni 1940       | Angriff auf Dünkirchen                                                                |  |
| 11. Juni 1940      | 13. Juni 1940      | Angriff auf Paris                                                                     |  |
| 12. Juni 1940      | 13. Juni 1940      | Überwinden der Seine                                                                  |  |
| 14. Juni 1940      | 18. Juni 1940      | Verfolgungsgefechte an der Loire                                                      |  |
| 17. Juni 1940      | 20. Juni 1940      | Überwindung der Loire                                                                 |  |
| 21. Juli 1940      | 21. Juni 1941      | Sicherung in Südwestfrankreich, Verlegung nach Osten                                  |  |
| 22. Juni 1941      | 25. Juni 1941      | Durchbruch durch die Grenzsicherungen                                                 |  |
| 22. Juni 1941      | 26. Juni 1941      | Vormarsch an der Memel und Einnahme von Kowno                                         |  |
| 24. Juni 1941      | 29. Juni 1941      | Einnahme von Libau                                                                    |  |
| 27. Juni 1941      | 7. Juli 1941       | Gefechte in Litauen und Lettland                                                      |  |
| 27. Juni 1941      | 12. Juli 1941      | Vorstoß entlang der Düna                                                              |  |
| 4. Juli 1941       | 13. Juli 1941      | Vorstoß in den Westen Estlands                                                        |  |
| 11. Juli 1941      | 4. August 1941     | Vormarsch und Schlacht von Dorpat                                                     |  |
| 5. August 1941     | 19. August 1941    | Durchbruch bei Wesenburg und Vormarsch auf Narwa                                      |  |
| 20. August 1941    | 28. August 1941    | Kämpfe um Reval                                                                       |  |
| 7. August 1941     | 7. August 1941     | Erster Vorstoß über die frühere sowjetische Grenze                                    |  |
| 13. August 1941    | 18. August 1941    | Erreichen des Ostufers der Peipus-Sees und der Narwa                                  |  |
| 18. August 1941    | 28. August 1941    | Durchbrechen der sowjetischen Stellungen an der Luga                                  |  |
| 25. August 1941    | 25. September 1941 | Vormarsch auf Newa und Ladoga-See                                                     |  |
| 29. August 1941    | 25. September 1941 | Durchbrechen des sowjetischen Befestigungsgürtels um Leningrad                        |  |
| 17. September 1941 | 25. September 1941 | Erreichen von Peterhof                                                                |  |
| 9. September 1941  | 10. Oktober 1941   | Einnahme der baltischen Inseln Hobulaid, Worms, Kessu                                 |  |
| 11. September 1941 | 15. Oktober 1941   | Einnahme der Insel Moon                                                               |  |
| 16. September 1941 | 10. Oktober 1941   | Einnahme der Insel Oesel                                                              |  |
| 8. September 1941  | 15. Oktober 1941   | Einnahme der baltischen Inseln                                                        |  |
| 26. September 1941 | 30. September 1942 | Stellungskämpfe bei Leningrad und Oranienbaum                                         |  |
| 13. Januar 1942    | 21. Mai 1942       | Verteidigungsgefechte bei der sowjetischen Gegenoffensive am Wolchow                  |  |
| 22. Mai 1942       | 27. Juni 1942      | Kapitulation der sowjetischen Truppen im Wolchow-Kessel                               |  |
| 27. August 1942    | 3. September 1942  | Erste Ladoga-Schlacht                                                                 |  |
| 1. Dezember 1942   | 31. März 1943      | Zweite Ladoga-Schlacht                                                                |  |
| 15. März 1943      | 26. März 1943      | Verteidigungskämpfe bei Nowgorod                                                      |  |
| 22. Juli 1943      | 24. September 1943 | Dritte Ladoga-Schlacht                                                                |  |
| 14. Januar 1944    | 1. März 1944       | Verteidigungskämpfe zwischen Nowgorod und Leningrad                                   |  |
| 2. Februar 1944    | 23. April 1944     | Verteidigungskämpfe entlang der Narwa                                                 |  |
| 24. April 1944     | 13. Juli 1944      | Abwehrkämpfe im Rahmen der Heeresgruppe Nord                                          |  |
| 14. Juli 1944      | 6. Oktober 1944    | Abwehrkämpfe und Rückzug ins Baltikum, Kämpfe am Peipus-See an der Linie Dorpat-Verro |  |
| 10. Juli 1944      | 19. Oktober 1944   | Ausweichen auf eine Verteidigungslinie im südlichen Kurland                           |  |
| 27. Oktober 1944   | 30. März 1945      | Erste bis Sechste Kurland-Schlacht                                                    |  |
| 4. Januar 1945     | 8. Mai 1945        | Stellungskämpfe in Kurland, Kapitulation                                              |  |